# Airbus Group
De Airbus Group, tot 2014 bekend als European Aeronautic Defence and Space Company (EADS), is een Europees luchtvaart-, ruimtevaart- en defensieconsortium dat in 2000 ontstond uit de fusie tussen het Franse Aerospatiale-Matra, het Duitse DASA en het Spaanse Construcciones Aeronáuticas (CASA). Het is Europa's grootste onderneming in deze sectoren en 's werelds nummer twee, voorafgegaan door het Amerikaanse Boeing en gevolgd door het Britse BAE Systems.
Het bedrijf stelt ruim 150.000 mensen te werk en maakte in 2024 meer dan vier miljard euro winst op een omzet van 69 miljard euro. De groep werd destijds in Nederland gevestigd als een neutrale locatie. De hoofdkantoren van EADS Duitsland, EADS Frankrijk en EADS Spanje liggen respectievelijk in München, Parijs en Madrid. De drie grootste aandeelhouders hebben samen 26,1% van de aandelen in handen. Deze drie vertegenwoordigen de Franse, Duitse en Spaanse overheid.
Het belangrijkste onderdeel is de vliegtuigbouwer Airbus, dat ruim twee derde van de omzet bijdraagt. Airbus Group is het bedrijf achter diverse kleine en grote passagiersvliegtuigen, het Airbus A400M-transportvliegtuig, de Ariane 5-draagraket en de Columbus-module van het Internationaal ruimtestation ISS. Het aandeel van de defensie activiteiten in de omzet is zo'n 15%. Het is voorts betrokken bij het Eurofighter Typhoon-gevechtsvliegtuig, de NH-90-legerhelikopter en het Europese Galileo-navigatiesysteem.
Airbus Group heeft veel vestigingen in de landen Duitsland, Frankrijk, Spanje, het Verenigd Koninkrijk en de Verenigde Staten. In België heeft de groep een vestiging in Brussel. In Nederland in Amsterdam en in Leiden, waar de hoofdzetel gevestigd is.

## Activiteiten
Airbus is samen met Boeing de grootste leverancier van commerciële vliegtuigen in de wereld. De activiteiten zijn over drie bedrijfsonderdelen verdeeld:
- Airbus Commercial Aircraft. Dit onderdeel levert een grote verscheidenheid van vliegtuigen aan commerciële luchtvaartmaatschappijen ter wereld.  De leveringen van vliegtuigen ligt tussen de 500 en 800 stuks op jaarbasis, waarvan de Airbus A320 familie het grootste deel uitmaakt. Het is veruit het grootste bedrijfsonderdeel van de Airbus Group met een aandeel in de totale omzet van 72% in 2024.[1] Per jaarultimo 2023 had Airbus bestellingen in de boeken staan voor in totaal 8598 vliegtuigen.
- Airbus Helicopters. Dit is een belangrijke producent van helikopters voor civiel en militair gebruik. Het omzetaandeel in 2024 was zo’n 11% en de verkopen waren bijna gelijk verdeeld over civiele en militaire klanten.[1] In dat jaar werden 361 toestellen afgeleverd.
- Airbus Defence and Space. Dit bedrijfsonderdeel levert militaire vliegtuigen en levert een bijdrage aan ruimteprogramma’s waaronder de levering van kunstmanen. De belangrijkste militaire vliegtuigen zijn de Airbus A400M en een tankerversie van de Airbus A330 MRTT. In 2024 maakte dit onderdeel 17% van de totale omzet uit, waarvan ongeveer een derde ruimtegerelateerd is.[1]

Per jaar wordt ongeveer 3 miljard euro, of zo'n 5% van de omzet, gebruikt voor R&D.

### Resultaten
In de tabel hieronder staan de belangrijkste financiële en operationele gegevens van de Airbus Group sinds 2010.
| Jaar    | Omzet (×miljard) | Netto- resultaat (×miljoen) | Civiele vliegtuig- orders (in stuks) | Afleveringen civiele vliegtuigen (in stuks) | Orderportefeuille (incl. militair) (×miljard) | Werknemers |
| ------- | ---------------- | --------------------------- | ------------------------------------ | ------------------------------------------- | --------------------------------------------- | ---------- |
| 2010    | € 45,8           | € 553                       | 574                                  | 510                                         | € 449                                         | 121.691    |
| 2011    | € 49,1           | € 1033                      | 1419                                 | 534                                         | € 541                                         | 133.135    |
| 2012    | € 56,5           | € 1228                      | 833                                  | 588                                         | € 567                                         | 140.405    |
| 2013    | € 59,3           | € 1475                      | 1503                                 | 626                                         | € 681                                         | 138.404    |
| 2014    | € 60,7           | € 2343                      | 1456                                 | 629                                         | € 858                                         | 138.622    |
| 2015    | € 64,5           | € 2696                      | 1080                                 | 635                                         | € 1006                                        | 136.574    |
| 2016    | € 66,6           | € 995                       | 731                                  | 688                                         | € 1060                                        | 133.782    |
| 2017    | € 66,8           | € 2873                      | 1109                                 | 718                                         | € 997                                         | 129.442    |
| 2017(h) | € 59,0           | € 2361                      |                                      |                                             |                                               |            |
| 2018    | € 63,7           | € 3054                      | 747                                  | 800                                         | € 460                                         | 133.671    |
| 2019    | € 70,5           | € −1362                     | 768                                  | 863                                         | € 471                                         | 134.931    |
| 2020    | € 49,9           | € −1133                     | 268                                  | 566                                         | € 373                                         | 131.349    |
| 2021    | € 52,1           | € 4213                      | 507                                  | 611                                         | € 398                                         | 126.495    |
| 2022    | € 58,8           | € 4136                      | 820                                  | 661                                         | € 449                                         | 134.267    |
| 2023    | € 65,4           | € 3789                      | 2094                                 | 735                                         | € 554                                         | 147.893    |
| 2024    | € 69,2           | € 4232                      | 826                                  | 766                                         | € 629                                         | 156.921    |

### Aandeelhouders
Ultimo 2024 was ongeveer een kwart van de aandelen in Airbus Group in handen van zogenaamde contractuele partners:
- 10,9% Societé de Gestion de Participations Aéronautiques (SOGEPA), een holding van de Franse staat.
- 10,8% Gesellschaft zur Beteiligungsverwaltung mbH & Co. KG (GZBV), groepeert de belangen van de Duitse staat en de deelstaten van Duitsland.
- 4,1% Sociedad Estatal de Participaciones Industriales (SEPI), een Spaanse staatsholdingmaatschappij.

De free float is 74% en de aandelen zijn beursgenoteerd bij:
- Euronext Parijs,
- Effectenbeurs van Frankfurt,
- Effectenbeurs van Madrid.

## Geschiedenis

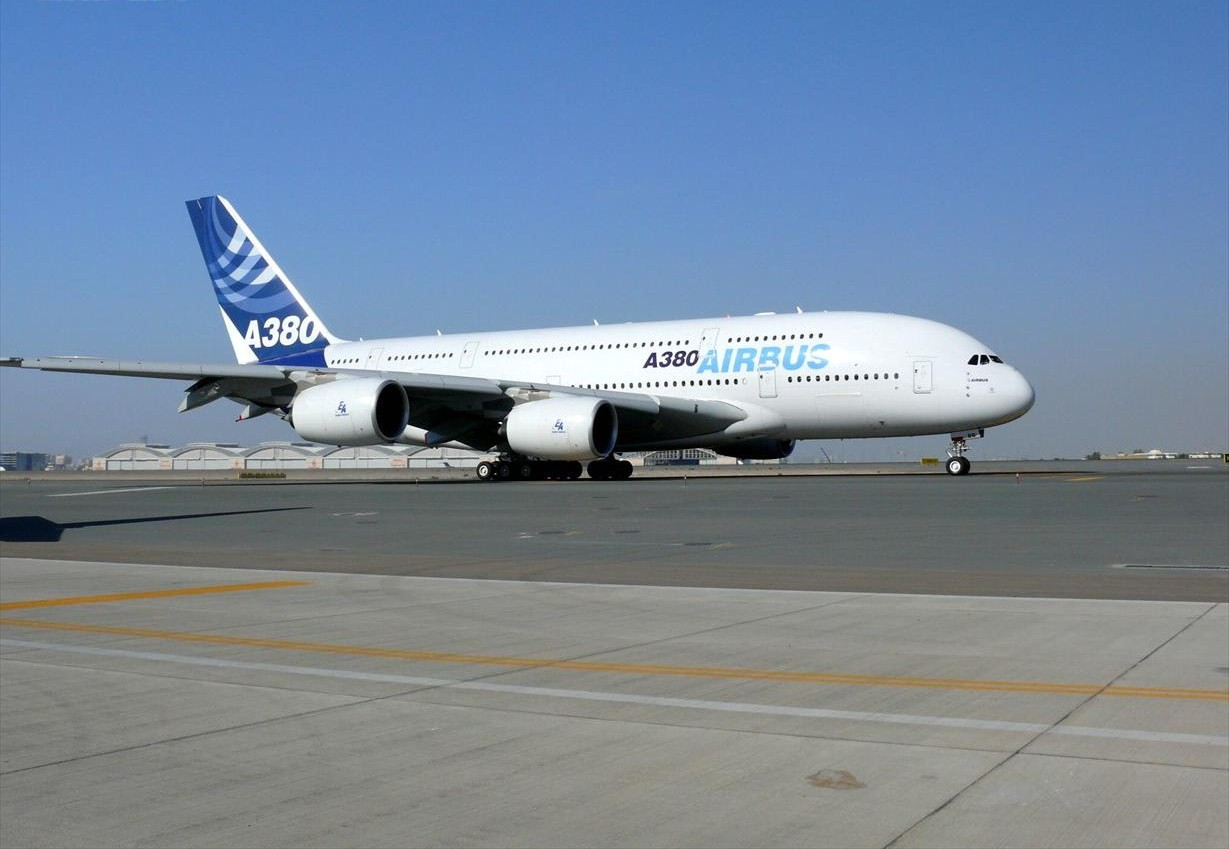
De Airbus A380-800 in november 2007.

In 1997 zei John Weston van het toenmalige British Aerospace dat de Europese overheden driemaal zoveel defensiebedrijven in stand hielden met half het defensiebudget als dat van de Verenigde Staten. De fusie van Boeing en McDonnell Douglas dat jaar en de mogelijkheid dat de Amerikaanse groten de Europese bedrijven zouden opkopen voerde de druk tot consolidatie in Europa verder op.
De grootste Europese defensiebedrijven in die tijd waren British Aerospace (BAe), DaimlerChrysler Aerospace (DASA) en Aérospatiale, dat een Frans staatsbedrijf was. De eerste gesprekken werden gevoerd tussen DASA en BAe. Frankrijk voegde Aérospatiale samen met Matra en verkocht een groot deel, wat een Franse deelname aan een fusie mogelijk maakte. In 1999 besloot BAe echter samen te gaan met de defensietak van GEC Marconi — een groot Brits elektronicabedrijf — en was een mogelijke fusie met DASA van de baan.

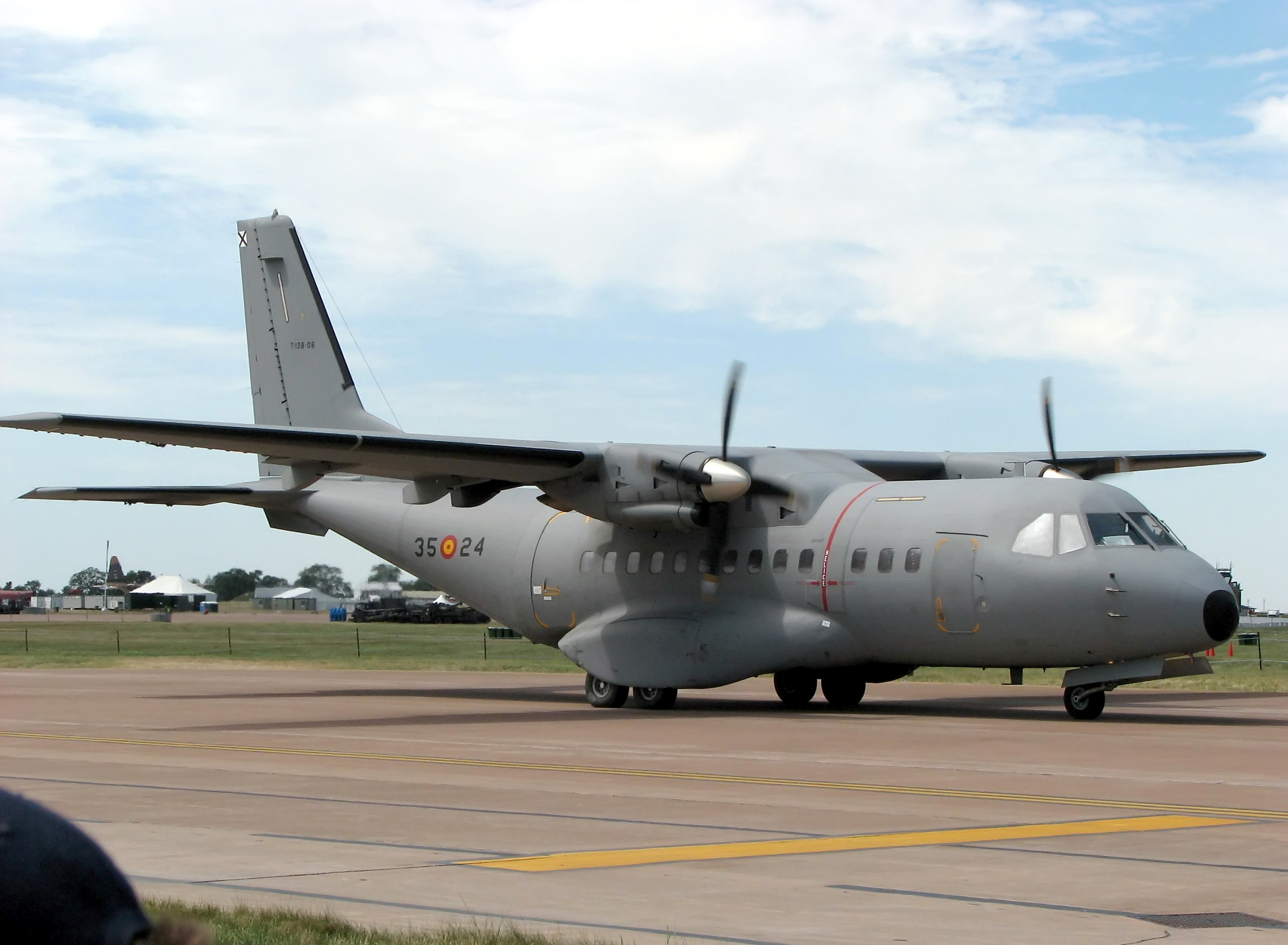
Een CASA CN-235M-100 van de Spaanse luchtmacht.

In juni 1999 tekende DASA wel een memorandum van overeenstemming met de Spaanse bouwer van militaire vliegtuigen Construcciones Aeronáuticas (CASA). Intussen werd heimelijk onderhandeld over een fusie van Aérospatiale en DASA in wat project diamant werd genoemd. Het aandeel van de Franse staat werd beperkt tot 15% en om hun invloed verder in te perken kreeg DaimlerChrysler de optie haar 31% aan Lagardère — de andere Franse aandeelhouder — te verkopen als er grote onenigheid ontstond.
Op 14 oktober 1999 werd de fusie aangekondigd. De European Aeronautic Defence and Space Company N.V., afgekort tot EADS, werd gevormd onder Nederlands recht met hoofdzetel in Leiden en met drie afdelingen met hoofdzetels in München, Parijs en Madrid. Het bedrijf kreeg twee directeuren, een Duitser en een Fransman, en het Engels werd de officiële taal. De combinatie had zo'n 90.000 werknemers, draaide 22 miljard euro omzet en was 's werelds grootste bouwer van helikopters, raketten en draagraketten, de op twee na grootste vliegtuigbouwer en een van de grootste wapenproducenten. In 1999 werd een gezamenlijk verlies van 940 miljoen euro geleden, al werden voor 500 miljoen euro synergieën verwacht tegen 2004. Op 10 juli 2000 werd 30% van de aandelen op de beurzen van Parijs, Frankfurt en Madrid gebracht. In 2001 werden de eerste zwarte cijfers geschreven. Er werd 1,3 miljard euro winst gemaakt; mede door het grote succes van Airbus dat een recordaantal vliegtuigen verkocht.

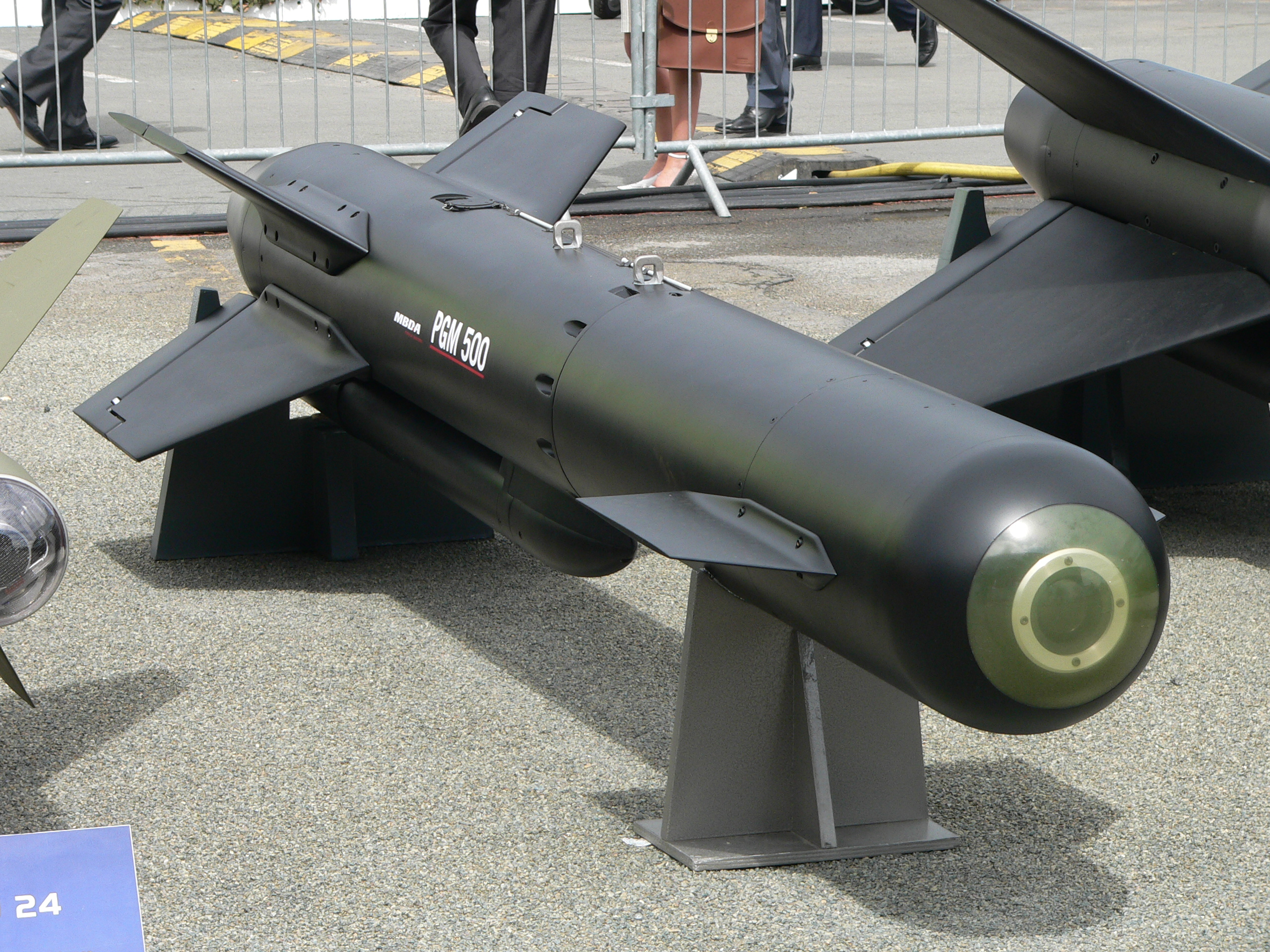
Een MBDA PGM 500 227kg-geleide bom.

In januari 2001 werd het Airbus-consortium — dat eigendom was van de fusiepartners en BAe — omgevormd tot een zelfstandige entiteit waarvan EADS 80% bezat en BAe 20%. In april dat jaar voegden EADS, BAe en Alenia Marconi hun raketactiviteiten samen in MBDA. EADS bezat 37,5% van wat met een jaaromzet van twee miljard euro 's werelds op een na grootste raketproducent was. EADS had via DASA en CASA ook een belang van 43% in het Eurofighter-project. Via Aérospatiale-Matra was echter ook een 45,8%-belang in Dassault Aviation binnengebracht; ontwikkelaar van de concurrerende Rafale. Dassault weigerde een alliantie en trachtte tevergeefs aandelen terug te kopen.
In oktober 2001 kocht EADS een belang van 26,8% in het Finse staatsbedrijf Patria, dat vooral bekend is met haar pantservoertuigen. In juni 2003 verkreeg EADS het volledige eigendom over het ruimtevaartbedrijf Astrium door BAe's kwart over te kopen. In oktober 2006 werd ook BAe's 20% van Airbus overgenomen, waarmee EADS voor 1,87 miljard Britse pond Airbus' enige eigenaar werd. In 2005 heeft EADS de TETRA-activiteiten overgenomen van Nokia. Nokia heeft onder meer de technologie geleverd voor het TETRA-netwerk in België dat wordt uitgebaat door A.S.T.R.I.D.. Eind 2005 werd ook een akkoord gesloten met China voor een Airbus-fabriek. Die was in mei 2007 klaar en begon een jaar later A320's te bouwen voor Chinese luchtvaartmaatschappijen.
In februari 2008 kende de Amerikaanse luchtmacht een miljardencontract toe aan Northrop Grumman voor een vloot tankvliegtuigen. Northrop Grumman zou die op basis van de door Airbus Military geleverde Airbus A330 MRTT bouwen. Boeing diende klacht in met in 2009 een nieuwe openbare aanbesteding met gewijzigde specificaties tot gevolg. Northrop Grumman trok zich terug en EADS bood alleen met de A330 op het contract dat uiteindelijk aan Boeing werd toegekend. Als gevolg daarvan werd de geplande fabriek voor Airbus-vrachtvliegtuigen in Mobile (Alabama), waar ook het tankvliegtuig zou worden geassembleerd, geannuleerd waardoor twaalf toestellen voor een Indiase vrachtvervoerder drie jaar uitgesteld moesten worden.
Eind 2012 was EADS in gesprek met BAE Systems over een eventueel samengaan, maar dat draaide op niets uit. Medio 2013 werd bekendgemaakt dat EADS in januari 2014 geherstructureerd zou worden en tegelijk zijn naam zou veranderen in Airbus Group, naar de bekendste merknaam van zijn producten en ook veruit de grootste divisie. De defensiedivisie Cassidian fuseerde met de ruimtevaartdivisie Astrium en met Airbus Military, het filiaal van de vliegtuigbouwactiviteit dat militaire transportvliegtuigen bouwt. Deze entiteit kreeg de naam Airbus Defence and Space. De rest van de vliegtuigbouwer werd Airbus en de helikopterbouwpoot Eurocopter werd herdoopt tot Airbus Helicopters.
Airbus opende op 13 september 2015 een nieuwe fabriek in Mobile, Alabama. In deze fabriek, die een investering vergde van zo’n 500 miljoen euro, zal de Airbus A320 worden gemaakt. Het eerste vliegtuig zal begin 2016 worden geleverd en vanaf 2018 moeten er vier toestellen per maand de fabriek verlaten. De toestellen worden voornamelijk aan Amerikaanse klanten geleverd. Airbus heeft in de Verenigde Staten een marktaandeel van 20% met toestellen met één gangpad en met de nieuwe fabriek wil Airbus beter kunnen concurreren met Boeing. Sinds 2008 heeft Airbus een fabriek in de Volksrepubliek China om beter in te kunnen spelen op de markten in Azië. In april 2023 besloot het bedrijf de capaciteit te verdubbelen van 45 A320 toestellen per maand in 2022 naar 75 vliegtuigen per maand in 2026.
In 2016 werd het 10.000ste Airbus vliegtuig afgeleverd.

## Divisies en participaties

### Divisies
- Airbus – producent van passagiersvliegtuigen en de grootste divisie.
- Airbus Helicopters – Civiele- en militaire helikopters.
- Airbus Defence and Space – Militaire systemen en ruimtevaart.
  - Space Systems – Ruimtevaart.
  - Military Aircraft – Militaire vliegtuigen.
  - Communication, Intelligence & Security
  - Electronics – Ruimtevaart- en defensiegerelateerde elektronica.
- Sogerma – Vliegtuigstructuren, -vleugels, -interieurs en -stoelen.
- Airbus Group EFW (Elbe Flugzeugwerke) – Composietstructuren en interieurs voor Airbus, vrachtvliegtuigconversie en vliegtuigonderhoud.
- Airbus Group Innovations – Onderzoek en ontwikkeling.
- Dornier Consulting – Advies en projectbeheer op het vlak van verkeer, transport, milieu en water.
- Premium AEROTEC – Metaal- en composietstructuren voor Airbus.
- Airbus Group Inc. – de holdingmaatschappij boven alle Amerikaanse onderdelen.
- Fairchild Controls – Controlesystemen voor vliegtuigen.
- Airbus Defence and Space Netherlands – Zonnepanelen en instrumenten voor satellieten, structuren voor ruimtevaartuigen.
- Vizada – Satellietcommunicatie.

### Participaties
- NHIndustries (62,5%)
- ATR (50%)
- Atlas Elektronik (49%) – Duitse producent van maritieme elektronica.
- Dassault Aviation (23,4%)
- Eurofighter Jagdflugzeug (44%)
- AirTanker (40%) – dienstverlening aan de Britse luchtmacht voor diens Airbus A330 MRTT-tankvliegtuigen.
- MBDA (37,5%)
- Arianespace (30%)
- SOCATA (30%) – Frans producent van kleine propellorvliegtuigen.
- Patria (26,8%) – Fins producent van pantservoertuigen en wapens.
- AviChina Industry & Technology Company (5,02%) – Chinese helikopterbouwer.

## Kritiek
- Groeperingen als de Campagne tegen Wapenhandel hebben kritiek op Airbus Group, vanwege het leveren van wapens aan niet-NAVO-landen zonder rekening te houden met de politieke situatie en de economische gevolgen, en naar regio's waar sprake is van een wapenwedloop.
- In Zuid-Afrika werden smeergelden gebruikt om wapens te verkopen.
- Airbus Group verschaft geen afdoende gegevens over zijn wapenproductie.
- Airbus Group produceert, in strijd met internationale wet- en regelgeving, wapensystemen voor Europese landen die het mogelijk maken een beperkte nucleaire oorlog te voeren.
- In 2005-2006 hebben een aantal directieleden aandelen verkocht, voordat werd bekendgemaakt dat het Airbus A380-programma opnieuw met een half jaar werd vertraagd. Dit zou neerkomen op handel met voorkennis.
- In januari 2020 trof Airbus een schikking van ongeveer 3,6 miljard euro met openbaar aanklagers in Frankrijk, het Verenigd Koninkrijk en de Verenigde Staten in een omvangrijke omkopingszaak.[12] Airbus zou in 16 landen via tussenpersonen steekpenningen betaald hebben om internationaal contracten te verkrijgen.

Adidas · Airbus · Allianz · BASF · Bayer · Beiersdorf · BMW · Brenntag · Commerzbank · Continental · Covestro · Daimler Truck · Deutsche Bank · Deutsche Börse · Deutsche Post · Deutsche Telekom · E.ON · Fresenius · Hannover Rück · Heidelberg Materials · Henkel · Infineon · Mercedes-Benz · Merck · MTU Aero Engines · Münchener Rück · Porsche AG · Porsche SE · Qiagen · RWE · Rheinmetall · SAP · Sartorius · Siemens · Siemens Energy · Siemens Healthineers · Symrise · Volkswagen · Vonovia · Zalando
AB Inbev ·
ABN AMRO ·
Accor ·
ADP ·
Adyen ·
AEGON ·
Ageas ·
Ahold Delhaize ·
AIB ·
Air Liquide ·
Airbus ·
Aker BP ·
AkzoNobel ·
ArcelorMittal ·
Argenx ·
ASMI ·
ASML ·
ASR Nederland ·
AXA ·
Banca Mediolanum ·
Banco BPM ·
Bank of Ireland ·
BioMérieux ·
BNP Paribas ·
Bouygues ·
Bureau Veritas ·
Capgemini ·
Carrefour ·
Crédit Agricole ·
Danone ·
Dassault Systèmes ·
DNB ·
DSM-Firmenich ·
EDP ·
Eiffage ·
Enel ·
ENGIE ·
Eni ·
Equinor ·
EssilorLuxottica ·
Eurofins Scientific ·
Euronext ·
Ferrari ·
FinecoBank ·
Galp Energia ·
Generali ·
Heineken ·
ING ·
Intesa Sanpaolo ·
INWIT ·
Ipsen ·
J. Martins ·
KBC ·
Kering ·
Kerry ·
Kingspan ·
Kongsberg Gruppen ·
KPN ·
Legrand ·
Leonardo ·
LVMH ·
Mediobanca ·
Michelin ·
Moncler ·
Mowi ·
NN Group ·
Norsk Hydro ·
Orange ·
Pernod Ricard ·
Philips ·
Poste Italiane ·
Prosus ·
Prysmian ·
Publicis ·
Recordati ·
Renault ·
Ryanair ·
Safran ·
Saint-Gobain ·
Sanofi ·
Schneider Electric ·
Shell ·
Snam ·
Société Générale ·
Sodexo ·
Stellantis ·
STMicroelectronics ·
Telenor ·
Tenaris ·
Terna ·
Thales ·
TotalEnergies ·
UCB ·
UMG ·
Unibail-Rodamco-Westfield ·
UniCredit ·
Unipol ·
Veolia Environnement ·
VINCI ·
Wolters Kluwer